# 토마스 시코라
토마스 시코라(독일어: Thomas Sykora, 1968년 5월 18일~)는 오스트리아의 전직 알파인 스키 선수이다. 올림픽에 2회 참가했고 1998년 동계 올림픽 남자 회전 부문에서 동메달을 획득했다. 또한 알파인 스키 월드컵에서 남자 회전 부문에서 2회 우승(1997, 1998)을 차지했다.